# Fumio Niwa

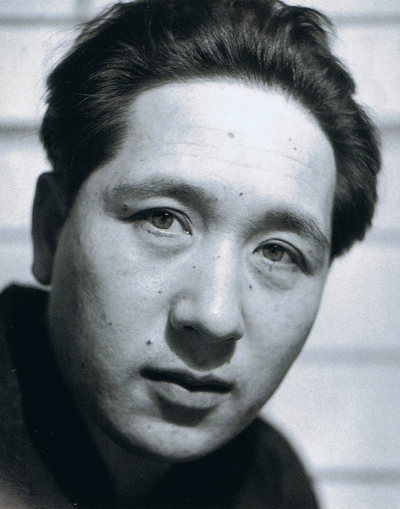
Fumio Niwa (1954)

Fumio Niwa (丹羽 文雄 Niwa Fumio în limba japoneză) (n. 22 noiembrie 1904, Prefectura Mie, Japonia; d. 20 aprilie 2005, Musashino, Tokio) a fost un scriitor japonez.
Fiu de preot budist, Niwa a crescut la Sogenji, un templu din Yokkaichi, lângă Nagoya. După ce a terminat Universitatea Waseda din Tokio, a fost timp de doi ani preot la Sogenji. La vârsta de 29 de ani, la data de 10 aprilie 1932 a părăsit templul și s-a întors la Tokio. Acolo l-a întreținut prietena sa până în anul 1935 când s-au căsătorit. În această perioadă a publicat Ayu, un roman serializat în revista Bungei Shunju, și romanul Zeiniku.
Operele sale au fost controversate în timpul celui de-al Doilea Război Mondial, unele dintre ele fiind interzise ca fiind imorale. A fost corespondent de război în China și în Noua Guinee, fiind rănit la Tulagi. Aceste experiențe personale l-au inspirat să scrie Kaisen și Kaeranu chutai, ambele cenzurate.
După război a devenit un scriitor extrem de prolific, publicând peste de 80 de romane, 100 de volume de schițe, și 10 volume de eseuri. Schița lui cea mai cunoscută este Iyagarase no nenrei (1947), care este despre o familie terorizată de o bunică senilă.
Romanul Bodaiju (1956) este probabil cel mai cunoscut roman al său în afara Japoniei, și descrie copilăria nefericită pe care a avut-o la Sogenji. Când avea 8 ani, mama sa a fugit cu un actor kabuki, lucru care l-a traumatizat în mare măsură. În roman, experiența este elaborată în mod fictiv.
A scris (începând cu 1969) o biografie în cinci volume a lui Shinran (1173-1262), fondatorul sectei budiste Jōdo Shinshū, iar în 1983 o lucrare în opt volume despre Rennyo, un călugăr budist din secolul XV, care a murit în timpul unui pelegrinaj în India.
În 1965 a fost ales membru al Academiei de Arte din Japonia, iar anul următor secretar general al Asociației Scriitorilor Japonezi, un post pe care l-a avut mulți ani. 
A primit Ordinul Culturii în 1977.
În anul 1986 a fost diagnosticat cu boala Alzheimer. A fost căsătorit de două ori, și a avut un fiu și o fiică. Fiica, Keiko Honda, a scris o carte (Kaigo no hibi, 1997) despre ultimii lui ani de viață. 
Fumio Niwa a murit de pneumonie.